# 21 germinal
21 ventôse 21 floréal
Le primidi 21 germinal, officiellement dénommé jour du gainier, est le 201e jour de l'année du calendrier républicain. Il reste 164 jours avant la fin de l'année, 165 en cas d'année sextile.
C'était généralement le 10e jour du mois d'avril dans le calendrier grégorien.